# Halfway Island (Newfoundland en Labrador)
Halfway Island is een onbewoond eiland dat deel uitmaakt van de Canadese provincie Newfoundland en Labrador. Het heeft een oppervlakte van 0,55 km² en bevindt zich aan de oostkust van Labrador.

## Geografie

### Ligging
Halfway Island heeft een lengte van 1,2 km langs zijn oost-westas en een maximale breedte van 750 m. Het ligt in de open wateren van de Atlantische Oceaan op 12 km ten oosten van Table Bay en ruim 10 km ten noordoosten van het vasteland van Labrador. 
De dichtstbij gelegen stukken land zijn de 6 km noordwestelijker gelegen Bird Islands en het 6,5 km westelijker gelegen Collingham Island. De dichtstbij gelegen bewoonde plaats is het 37 km zuidoostelijker gelegen Black Tickle-Domino.

### Geologie
De bodem van Halfway Island bestaat volledig uit massieve tot sterk gelaagde gabbro en noriet. Het gesteente is normaal gelaagd met een subofitische textuur, die op sommige plaatsen coronitisch is. Hetzelfde gesteente ligt aan het oppervlak van nabijgelegen eilanden zoals Entry Island, Collingham Island, de Bird Islands en het noordelijke deel van Devils Lookout Island.
Het bodemgesteente maakt deel uit van een bredere formatie van laat-Labradorse anorthositische en mafische intrusies met een ouderdom van 1600–1660 Ma (1,60 à 1,66 miljard jaar).